# Biskopsvalet i Skara stift 2024
Biskopsvalet i Skara stift 2024 är ett val av biskopen för Skara stift inom Svenska kyrkan. Valet vanns av Ulrica Fritzson, och avgjordes redan i den första valomgången. Hon biskopsvigdes av ärkebiskop Martin Modéus i en gudstjänst i Uppsala domkyrka den 22 september 2024. Fritzson blev därmed Skara stifts 84:e biskop, och den första kvinnan i ämbetet.
Valet orsakades av att biskop Åke Bonnier meddelade att han avsåg att lägga ned sin biskopsstav och gå i pension.

## Bakgrund

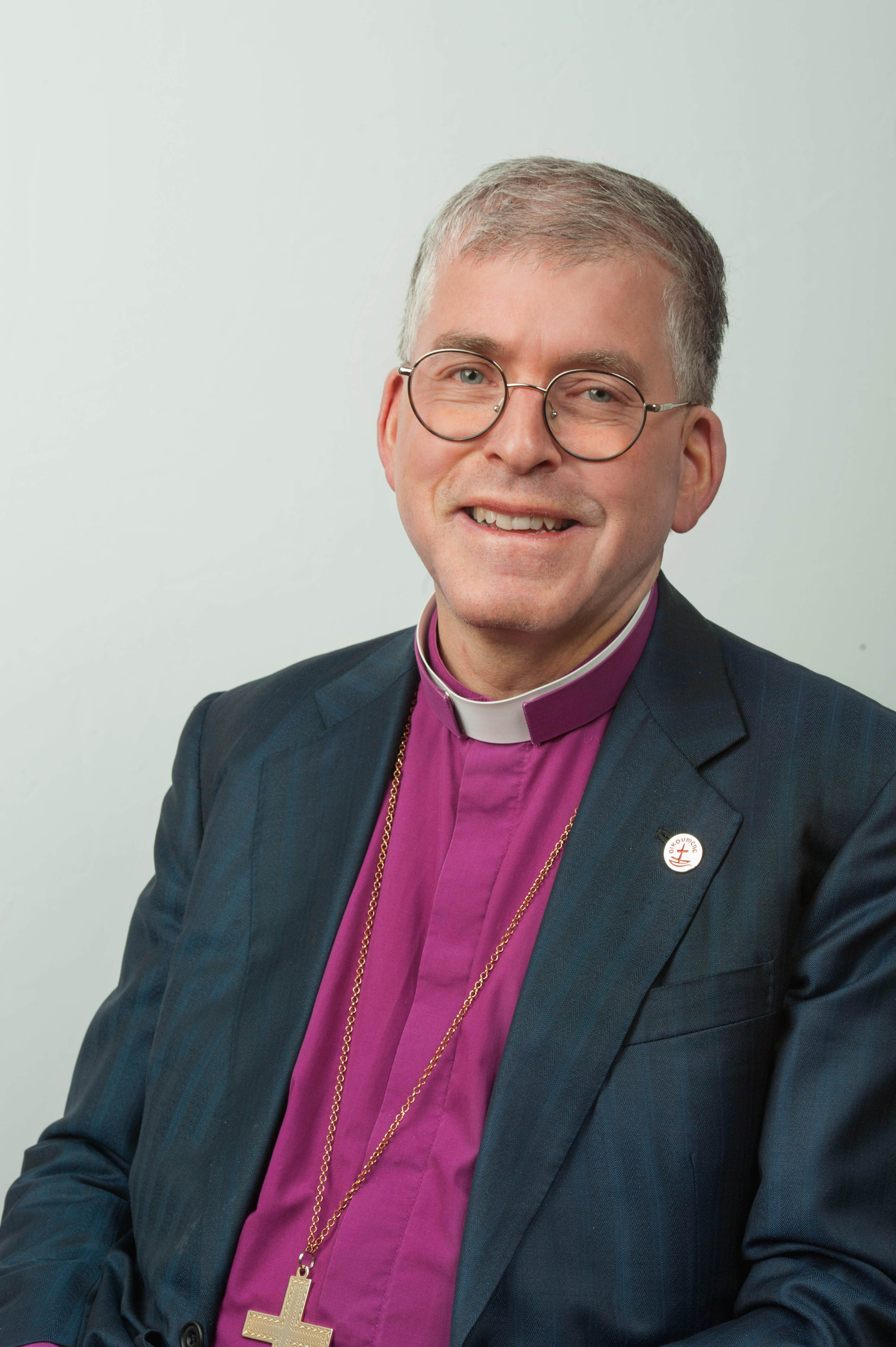
Avgående biskop Åke Bonnier.

Enligt kyrkoordningen ska Svenska kyrkan vara indelad i stift, som leds av en biskop. Stiften utgör ett pastoralt område och ska främja och ha tillsyn över församlingarna. Biskopen ansvarar för ledning och tillsyn i stiftet, för att evangeliet förkunnas rent och klart samt att sakramenten förvaltas enligt kyrkans bekännelse och ordning. Biskopen viger präster och diakoner samt visiterar stiftets församlingar.
Biskopen är ordförande i stiftsstyrelsen och domkapitlet, och ledamot i biskopsmötet. Biskopssäte är Skara, domkyrka är Skara domkyrka och biskopens residens är biskopsgården i centrala Skara.
I biskopsvalet i Skara stift 2012 valdes Åke Bonnier till ny biskop av Skara stift. Han biskopsvigdes den 26 augusti 2012 av ärkebiskop Anders Wejryd och tillträdde samtidigt ämbetet.
Den 16 februari 2023 rapporterade media att Åke Bonnier avser att gå i pension under nästa år. Med anledning av detta beslutade stiftsstyrelsen i Skara stift den 2 maj 2023 om en tidplan och process biskopsvalet, där det också framkom att Bonnier avgår den 14 september 2024.

## Valprocessen
Enligt Kyrkoordning för Svenska kyrkan ska biskopar utses genom val i stiftet. Valet ska föregås av ett nomineringsval, samt behörighetsprövning av de nominerade. Det är stiftsstyrelsen som ansvarar för genomförandet av nomineringsval och val, medan Svenska kyrkans ansvarsnämnd för biskopar svarar för behörighetsprövningen. Den 2 maj 2023 fastställde stiftsstyrelsen tidsplan för biskopsvalet 2024.

### Röstberättigade
Röstberättigade i valet är
- de präster och diakoner som är anställda tills vidare eller minst sex månader i stiftet, dess församlingar eller pastorat,
- ett lika stort antal elektorer från församlingarna i stiftet, samt
- domkapitlets och stiftsstyrelsens ledamöter.[12]

Antalet röstberättigade var 599, fördelat på 283 elektorer, 299 röstberättigade i vigningstjänsten och 17 ledamöter i domkapitel och stiftsstyrelse.

### Nominering och nomineringsval
Den 22 januari 2024 samlades de röstberättigade i Skara domkyrka för pläderingar och nomineringsval. Fram till veckan före nomineringsvalet hade de röstberättigade haft möjlighet att lämna skriftliga nomineringar, och under denna period nominerades åtta personer. Inga ytterligare nomineringar gjordes under själva nomineringsvalet. Nedan redovisas de personer som nominerades, samt valresultatet i nomineringsvalet.
| Namn                                                         | Nuvarande befattning                                                                                | Antal röster | Andel röster |
| ------------------------------------------------------------ | --------------------------------------------------------------------------------------------------- | ------------ | ------------ |
| Kvalificerade för att gå vidare till behörighetsprövning:    | |              |              |
| Ulrica Fritzson                                              | präst, stiftsteolog i Skara stift, forskare, teologie doktor                                        | 210          | 40,5 %       |
| Jan Eckerdal                                                 | präst och teologisk rådgivare på Sveriges kristna råd, teologie doktor                              | 103          | 19,8 %       |
| Esbjörn Särdquist                                            | kyrkoherde i Lerums församling, teologie doktor, Svenska kyrkans överklagandenämnd                  | 55           | 10,6 %       |
| Karin Enerbäck                                               | kyrkoherde i Lidköpings församling, stiftsfullmäktige och ordförande i stiftets antagningskonferens | 54           | 10,4 %       |
| Stefan Hiller                                                | domprost i Göteborgs domkyrkopastorat, diplomteolog                                                 | 33           | 6,4 %        |
| Daniel Tisell                                                | kyrkoherde i Råda församling, kyrkostyrelsen                                                        | 33           | 6,4 %        |
| Ej kvalificerade för att gå vidare till behörighetsprövning: | |              |              |
| Robert Lorentzon                                             | domprost i Skara pastorat, byggnadsingenjör, teaterproducent                                        | 21           | 4,1 %        |
| Eva-Mari Karlsson Kempi                                      | diakon, stiftsdiakon i Västrerås stift                                                              | 9            | 1,7 %        |
| Referenser:                                                  | |              |              |

Under nomineringsvalet avlades totalt 520 röster, varav två var ogiltiga.

### Behörighetsprövning
Svenska kyrkans ansvarsnämnd för biskopar ska pröva behörigheten att biskopsvigas hos samtliga kandidater som fått minst 5 % av rösterna i nomineringsvalet, och som inte redan tjänstgör som biskop. Prövningen avser att den nominerade är döpt och konfirmerad, tillhör Svenska kyrkan och har förklarat sig beredd att tjänstgöra tillsammans med kyrkans alla andra vigda ämbetsinnehavare, oavsett deras kön.
Ansvarsnämnden beslutade den 12 februari 2024 att förklara samtliga sex kandidater som gått vidare från nomineringsvalet behöriga att väljas i valet av biskop i Skara stift.

### Hearing med biskopskandidaterna
Den 6 mars anordnade Skara stift en offentlig hearing med de sex biskopskandidaterna. Hearingen hölls på Falköpings stadsteater, och var öppen för de röstberättigade i valet samt media. Några dagar senare publicerade stiftet inspelningar av hearingen för allmänheten.
Utfrågningen leddes av Eva Klang Staxnäs, kommunikatör, och Charlotte Frycklund, präst. Dessutom medverkade Axel Lindgren, ordförande för Svenska Kyrkans Unga i Skara stift. Upplägget och de frågor som ställdes till kandidaterna hade utarbetats av moderatorerna tillsammans med representanter för Ulricehamns Tidning och Svenska kyrkans nationella kansli.

### Biskopsvalet
En första valomgång genomfördes den 20 mars 2024. Röstningen skedde i åtta valkretsar, som utgjordes av stiftets kontrakt. Efter slutlig rösträkning stod det klart att Ulrica Fritzson valts till ny biskop i Skara stift, då hon fått mer än 50 % av rösterna. Därmed ställdes den andra valomgången, som var planerad till 3 april 2024, in.
| Namn              | Antal röster | Andel röster |
| ----------------- | ------------ | ------------ |
| Ulrica Fritzson   |              | 50,44 %      |
| Jan Eckerdal      |              | 32,74 %      |
| Esbjörn Särdquist |              | 6,90 %       |
| Karin Enerbäck    |              | 4,60 %       |
| Daniel Tisell     |              | 3,01 %       |
| Stefan Hiller     |              | 2,30 %       |
| Referenser:       |              |              |

## Tillträde för ny biskop
Den avgående biskopen, Åke Bonnier, lade ned sin biskopsstav och avgick som stiftsbiskop vid en gudstjänst i Skara domkyrka den 14 september 2024.
Ulrica Fritzson biskopsvigdes av ärkebiskop Martin Modéus vid en gudstjänst i Uppsala domkyrka den 22 september, tillsammans med den nya biskopen för Härnösands stift. Hon mottogs som biskop av stiftet i Skara domkyrka 28 september 2024, och avgav då försäkran att "utföra sin tjänst för Skara stift med den kraft och vishet gud ger".